# Hunter Hayes (album)
Hunter Hayes è il primo album discografico in studio del cantante country statunitense Hunter Hayes, pubblicato nel 2011.

## Tracce
1. Storm Warning – 3:59
2. Wanted – 3:49
3. If You Told Me To – 3:26
4. Love Makes Me – 3:20
5. Faith to Fall Back On – 3:08
6. Somebody's Heartbreak – 3:49
7. Rainy Season – 5:08
8. Cry with You – 3:48
9. Everybody's Got Somebody but Me – 2:40
10. What You Gonna Do – 4:48
11. More Than I Should – 3:15
12. All You Ever – 3:36